# ایمن الهاجری
ایمن الهاجری (انگلیسی: Ayman Al Hagri؛ زاده ۱ ژانویهٔ ۱۹۹۲) یک بازیکن فوتبال اهل یمن است. او در سال ۲۰۱۱ به تیم فوتبال تراکتورسازی پیوست.
وی همچنین در تیم ملی فوتبال یمن بازی کرده‌است.